# Gymnastes (Gymnastes) ornatipennis
Gymnastes (Gymnastes) ornatipennis is een tweevleugelige uit de familie steltmuggen (Limoniidae). De soort komt voor in het Oriëntaals gebied.